# 八前
八前（はちまえ）は、愛知県名古屋市名東区の地名。現行行政地名は八前一丁目から八前三丁目。住居表示未実施。

## 地理
名古屋市名東区北西端部に位置する。東は山の手一丁目・つつじが丘・よもぎ台一丁目、西は平和が丘一丁目・千種区千代が丘・京命、南は平和が丘五丁目に接する。

## 歴史

### 町名の由来
猪子石字八前に由来する。

### 沿革
- 1976年（昭和51年）10月10日 - 名東区猪高町猪子石の一部により、同区八前三丁目が成立する[1]。
- 1986年（昭和61年）5月3日 - 猪高町猪子石の一部により、八前一丁目と八前二丁目が成立する[1]。また、猪高町猪子石の一部が八前三丁目に編入される[1]。

## 世帯数と人口
2019年（平成31年）4月1日現在の世帯数と人口は以下の通りである。
| 丁目       | 世帯数    | 人口    |
| ---------- | --------- | ------- |
| 八前一丁目 | 319世帯   | 719人   |
| 八前二丁目 | 500世帯   | 1,153人 |
| 八前三丁目 | 285世帯   | 647人   |
| 計         | 1,104世帯 | 2,519人 |

### 人口の変遷
国勢調査による人口の推移
| 2000年（平成12年） | 2,401人 | [ WEB 6 ] |  |
| 2005年（平成17年） | 2,621人 | [ WEB 7 ] |  |
| 2010年（平成22年） | 2,464人 | [ WEB 8 ] |  |
| 2015年（平成27年） | 2,462人 | [ WEB 9 ] |  |

## 学区
市立小・中学校に通う場合、学校等は以下の通りとなる。また、公立高等学校に通う場合の学区は以下の通りとなる。
| 丁目       | 番・番地等 | 小学校                   | 中学校                 | 高等学校 |
| ---------- | ---------- | ------------------------ | ---------------------- | -------- |
| 八前一丁目 | 全域       | 名古屋市立蓬莱小学校     | 名古屋市立猪子石中学校 | 尾張学区 |
| 八前二丁目 | 全域       | 名古屋市立蓬莱小学校     | 名古屋市立猪子石中学校 | 尾張学区 |
| 八前三丁目 | 全域       | 名古屋市立平和が丘小学校 | 名古屋市立猪子石中学校 | 尾張学区 |

## 施設
- 愛知県警察名東警察署蓬莱交番[2]
- 劇団うりんこ（うりんこ劇場）

## その他

### 日本郵便
- 郵便番号 : 465-0018[WEB 3]（集配局：名東郵便局[WEB 12]）。

### WEB
1. ↑  “愛知県名古屋市名東区の町丁・字一覧”.   人口統計ラボ. 2017年10月7日閲覧。
2. 1 2  “町・丁目(大字)別、年齢(10歳階級)別公簿人口(全市・区別)”.   名古屋市 (2019年4月22日). 2019年4月23日閲覧。
3. 1 2  “郵便番号”.  日本郵便. 2019年3月17日閲覧。
4. ↑  “市外局番の一覧”.   総務省. 2019年1月6日閲覧。
5. 1 2  名古屋市役所市民経済局地域振興部住民課町名表示係 (2015年10月21日). “名東区の町名一覧”.   名古屋市. 2017年10月7日閲覧。
6. ↑  名古屋市役所総務局企画部統計課統計係 (2005年7月1日). “（刊行物）名古屋の町(大字)・丁目別人口 (平成12年国勢調査) 名東区” (XLS). 2017年10月8日閲覧。
7. ↑  名古屋市役所総務局企画部統計課統計係 (2007年6月29日). “平成17年国勢調査　名古屋の町(大字)別・年齢別人口 名東区” (XLS). 2017年10月8日閲覧。
8. ↑  名古屋市役所総務局企画部統計課統計係 (2012年6月29日). “平成22年国勢調査　名古屋の町(大字)別・年齢別人口 名東区” (XLS). 2017年10月8日閲覧。
9. ↑  名古屋市役所総務局企画部統計課統計係 (2017年7月7日). “平成27年国勢調査　名古屋の町(大字)別・年齢別人口” (XLS). 2017年10月8日閲覧。
10. ↑  “市立小・中学校の通学区域一覧”.   名古屋市 (2018年11月10日). 2019年1月14日閲覧。
11. ↑  “平成29年度以降の愛知県公立高等学校（全日制課程）入学者選抜における通学区域並びに群及びグループ分け案について”.   愛知県教育委員会 (2015年2月16日). 2019年1月14日閲覧。
12. ↑  “郵便番号簿 2018年度版” (PDF).   日本郵便. 2019年4月23日閲覧。

### 文献
1. 1 2 3 4  名古屋市計画局 1992, p. 867.
2. 1 2 3  「角川日本地名大辞典」編纂委員会 1989, p. 1551.
3. ↑  名古屋市計画局 1992, p. 667.